# Marienlyst Slot
Marienlyst Slot ligger i Helsingør købstad, Helsingør Kommune. Bygningen tjente tidligere som kongeligt lysthus, men har siden 1930 været en del Helsingør Kommunes Museer.

## Sankt Anna Kloster
I middelalderen lå der på Marienlysts område et kapel viet til Sankt Anna, og som sikkert har tilhørt Helsingørs Sankt Anna Gilde. I 1438 blev kapellet overdraget til den i 1419 stiftede gråmunkeorden. Den opførte et munkekloster viet til Sankt Anna, men af klosteret findes der ingen bevarede levn bortset fra gadenavnet Sankt Anna Gade i Helsingør. Klosteret kom ligesom alt andet kirkegods under kronen ved reformationen 1536. Det gamle kloster indgik formentlig i kongsgården Lundegaarden, hvoraf der i 1576 stadig fandtes et gammelt stenhus.

## Frederik 2.’s Lundehave
Kong Frederik 2. skabte ved opførelsen af Kronborg Slot både den fornemste kongebolig i Norden og en stærk fæstning til bevogtning af Øresund og opkrævning af Øresundstolden. Netop fordi Kronborg var omgivet af høje volde og bastioner, kunne der ikke skabes en have af betydning i slottets umiddelbare nærhed. Netop i renæssancen fik Danmark smag for havekunsten, og kongen måtte have en lysthave i tilknytning til sit fornemme slot. Derfor valgte han det gamle klosterterræn nord for ladegården til anlægget. Stedet fik navnet Lundehave efter kongsgården.
Fra 1587 til 88 opførte Frederik 2. et lysthus i sin have. Vi kender ikke arkitekten, men antager, at den kongelige bygmester Hans van Steenwinckel den ældre har givet tegning til huset. Lundehave var en tre etager høj bygning, opført op mod kystskrænten og med indgang fra denne. Stilen var norditaliensk renæssance med en facade karakteriseret ved åbne loggiaer båret af toskanske søjler ud for underste og mellemste etage og en balustradeprydet altan øverst. Bygningens hjørner var markeret med kvadrede pilastre.
I dens nederste stokværk var der et rustkammer med udstyr til rideturneringer på en rendebane i nærheden. Etagen blev senere indrettet til køkken, så de kongelige herskaber kunne indtage deres måltider i lysthuset, når de var på udflugt til haven. I mellemste stokværk havde dronningen sit kammer, og øverste etage var forbeholdt kongen.

## Lundehave i 1600-tallet
Frederik 2. fik kun kort glæde af sit lysthus, da han døde året efter opførelsen. Sønnen Christian 4. kom her meget ofte, og han ofrede mange midler på at udstyre haven med sjældne træer, prydhave med hække af buksbom, bure med fasaner og høns m.m. Svenskekrigene 1658-60 gik ret hårdt ud over bygningerne, mens selve haven ikke led større overlast. Frederik 3. synes ikke at have interesseret sig synderligt for stedet. Han lod den nye gartner forenkle og omlægge anlægget til frugt- og urtehave. Bygningen blev først istandsat af Christian 5. i 1680-81 ved bygmester Hans van Steenwinckel den yngste. Ud over nogle mindre kosmetiske ændringer samt opsætningen af kongens monogram C5 og årstallet 1681 stod bygningen som Frederik 2. havde skabt det. Christian 5. kom her ret ofte, da hans jagtture i Nordsjælland førte ham forbi. Sønnen Frederik 4. fik huset hovedistandsat igen i 1716-17, men efter hans ægteskab med Anna Sophie Reventlow kom kongefamilien her ikke mere. Frederik 5. valgte 1747 at bortforpagte Lundehave for fire år til en løjtnant Burghof, og 1751 solgtes ejendommen til kæmmerer Johannes G. Putscher, der var borger i Helsingør. Han solgte den videre syv år senere til kongens gode ven overhofmarskal, greve Adam Gottlob Moltke til Bregentved for 3.600 rigsdaler – næsten det dobbelte af, hvad han selv havde givet.

## ”Den Moltkes Glædeshauge”
Moltkes køb af Lundehave i 1758, og de arbejder han i de følgende år satte i værk der, er forbundet med nogen mystik. Selv om greven formelt er ejer af Lundehave, er det ret sandsynligt, at det hele sker på Frederik 5.'s vegne. I 1760 udstedes skøde til kongen, men det hemmeligholdes til kongens død 1766, hvor hans enkedronning Juliane Marie overtager den. Men i årene 1758-66 er stedets navn nu ”Den Moltkes Glædehauge” eller ”De Moltkeske Glædesjorder ved Helsingør”. Moltke lader haven fuldstændig omlægge, og i 1759-63 lader han Frederik 2.'s lysthus om- og udbygge ved den franske arkitekt Nicolas-Henri Jardin.

## Det nye lystslot – Marienlyst
Som Marienlyst tager sig ud i dag, er den resultatet af Jardins store ombygning. Hans opgave var ret bunden. Han skulle bevare den gamle bygning som midterparti i det nye lystslot. Jardin valgte at udvide det gamle Lundehave med sidepartier i samme højde og dybde, men trukket lidt tilbage, så den oprindelige bygning springer et fag frem fra den øvrige bygning. De gamle loggiaer bevaredes, men der isattes vinduer på mellemste stokværk. Bygningen blev bundet sammen med den kraftige, omløbende hovedgesims, som krones af en balustrade omkring det flade tag. Bygningens udvendige udsmykning med vandrette pudsede bånd på underetagen og medailloner og festoner over vinduer og arkader i mellemste etage understreger den klassicistiske arkitektur, som Jardin blev den første til at introducere i Danmark. I det indre findes en række fornemme Louis Seize-interiører, hvor kunstnere som maleren Carl Gustaf Pilo, dekoratøren J.C. Lillie, billedhuggeren S.C. Stanley og J.E. Mandelberg har bidraget til udsmykningen.
Alle disse arbejder skete altså på kongens vegne, og efter Frederik 5.'s død overtog enkedronning Juliane Marie slottet 1767, hvorefter det blev omdøbt efter hende – Marienlyst. Hun beholdt det til sin død 1796, hvorefter der en overgang var tale om at kronprins Frederik skulle tage bolig her. I stedet blev det bolig for direktøren for Øresunds Toldkammer, kammerherre Adam Gottlob von Krogh. Han døde 1839, men hans enke havde dog bolig her til sin død i 1847. Huset tilhørte kongen privat og overgik således ikke til staten ved grundlovens vedtagelse 1849. I 1850 skænkede Frederik 7. Marienlyst til en komite, der ville danne et invalidehotel for krigsinvalider fra Treårskrigen. Det fungerede kun kort tid, for allerede 1851 solgte komiteen slot og jordtilliggende til Helsingør Kommune for 32.000 rigsdaler. Kommunen udstykkede det meste af jorden, og slottet blev udlejet til brug for det nærliggende Marienlyst Kur- og Badeanstalt, som indrettede det til hotel. Forbindelsen til kuranstalten ophørte i 1896, og i 1904 blev slottet udlejet til bolig for tre familier. I 1930 opstilledes Helsingør Bymuseum i mellemetagen, og i 1940 blev hele bygningen overtaget af museet. Efter en gennemgribende restaurering i 1953 ved arkitekt Volmar Drosted fik Marienlyst status som repræsentationslokaler for Helsingør Byråd. I 1990 blev forvalterboligen i stueetagens nordre del restaureret for at indgå i museets udstillingsareal.

## Haven
Moltkes parterrehave var ligeledes tegnet af Jardin, men allerede ved slutningen af 1700-tallet blev dele af den ændret til den romantiske stil. Igennem 1800-tallet skete der stadig flere ændringer, og Jardins anlæg var efterhånden fuldstændig forsvundet. I 1919-21 blev parken omlagt til sit nuværende udseende under ledelse af kommunegartner G. N. Brandt. Der var ikke tale om en rekonstruktion af Jardins haveanlæg, men man tilstræbte at give haven 1700-tallets karakter, så den passede til slottets klassicistiske præg. Muren omkring haven stammer fra Christian 4.'s tid, men kun få partier er originale. Den vestlige og nordlige del af muren på toppen af kystskrænten blev i 1932 nedrevet og er i 2008 erstattet af en bøgehæk.

## Marienlyst i dag
Marienlyst Slot drives i dag som en afdeling af Helsingør Kommunes Museer. På slottet findes en permanent udstilling af malerier og Helsingør-sølv fra det 18. og 19. århundrede, men derudover er der arrangeret skiftende udstillinger, primært af kunsthistorisk art. Af maleriudstillinger kan nævnes »Vilhelm Petersen – en glemt guldaldermaler« og »Marinemaleren C.F. Sørensen«. Inden for dansk kunsthåndværk har været vist udstillingerne »Den danske broche«, »Den keramiske kande« og »Dyret i leret«.

## Marienlyst Slots Venner
Foreningen Marienlyst Slots Venner blev etableret som en reaktion på den politiske udmelding om at sælge Marienlyst Slot. Det lykkedes at skabe et politisk flertal for ikke at sælge slottet, men i stedet give Marienlyst Slots Venner mulighed for at skabe en ny fremtid for slottet med fokus på, at Marienlyst Slot og have er en sammenhængende kulturhistorisk enhed, og at der til både Slot og have fortsat skal være offentlig adgang for alle.

## Ejere af Marienlyst Slot
- (1438-1536) Skt. Anna Kloster
- (1536-1751) Kronen
- (1751-1758) Johannes G. Putscher
- (1758-1760) Adam Gottlob Moltke
- (1760-1766) Frederik 5.
- (1766-1767) Kronen
- (1767-1796) Enkedronning Juliane Marie
- (1796-1839) Frederik 6.
- (1839-1848) Christian 8.
- (1848-1850) Frederik 7.
- (1850-1851) Komiteen for dannelse af et Invalidehotel
- (1851-) Helsingør Kommune